# Rafael Leonardo Callejas
Rafael Leonardo Callejas Romero, né le 14 novembre 1943 à Tegucigalpa et mort le 4 avril 2020 à Atlanta, est un homme d'État hondurien. Il est président de la République du 27 janvier 1990 au 27 janvier 1994.

## Biographie

### Études
Callejas est né le 14 novembre 1943 à Tegucigalpa, la capitale du Honduras. Il étudie l'économie agricole à l'université d'État du Mississippi, devenant un expert des questions financières et économiques liées à l'agronomie. À l'université d'État du Mississippi, Callejas obtient un baccalauréat ès sciences en 1965 et une maîtrise ès sciences en 1966. Toujours en 1966, le département d'économie agricole de l'Université d'État du Mississippi publie la thèse de Callejas intitulée Hog Production Opportunities in Mississippi. En 1990, Callejas est par ailleurs nommé ancien élève de l'année de l'Université d'État du Mississippi et est invité avec le vice-président américain Dan Quayle à prononcer le discours d'ouverture de l'université.

### Parcours professionnel et politique
En 1968, il est nommé directeur de la planification économique dans la fonction publique hondurienne, plus précisément au sein du Conseil supérieur de la planification économique, et ce, sous la présidence du général Oswaldo López Arellano. Il débute ensuite ses activités politiques en 1975, lorsqu'il est nommé ministre des Ressources naturelles par le président de facto Juan Alberto Melgar Castro. À la suite du coup d'État du général Policarpo Paz García en août 1978, Callejas demeure tout de même maintenu à son poste au sein du cabinet du gouvernement transitoire. 
Il se présente ensuite comme candidat présidentiel du Parti national du Honduras aux élections générales de 1985, où il est vaincu cependant par José Azcona del Hoyo, candidat du Parti libéral du Honduras et président de la République de 1986 à 1990. Il est cependant élu président de la République lors des élections générales de 1989 où il vainc Carlos Flores Facussé, candidat du Parti libéral et futur président de la République, avec 52 % des voix.  

### Présidence
Callejas doit renoncer à son projet de réduction des effectifs de l'armée en raison de la menace de coup d’État militaire. La subordination des forces armées vis-à-vis le pouvoir civil ne semblait toujours pas réellement effective.   
Il met en place la loi de modernisation et développement du secteur agricole, laquelle, promue par la Banque mondiale, privilégie la « sécurisation de la propriété » à travers la titularisation individuelle des terres et le rôle prépondérant donné au secteur privé dans le financement de la production agricole. Les organisations paysannes ont pour la plupart contesté cette loi, estimant qu'elle accélérait la privatisation de terres jusqu'alors détenues par des coopératives.
L'un des objectifs principaux de président Callejas est le rétablissement du Honduras au sein des pays éligibles à des prêts provenant des diverses institutions mondiales de crédit, telles que le Fonds monétaire international. Le pays avait été déclaré comme inéligible par plusieurs institutions. Il met en place la Loi de régulation économique qui entraîne des dévaluations successives du lempira, des licenciements massifs dans le secteur public, une réduction des dépenses sociales et des pénuries de produits de première nécessité, ce qui suscite d'importantes protestations au sein de la population et parmi les milieux syndicaux. Toutefois, l'aide financière internationale est rétablie durant son mandat et les États-Unis, avec qui il entretient de bonnes relations, accepte d'annuler la dette internationale qui lui était due. La politique néolibérale de Callejas entraîne en rétrospective une croissance annuelle moyenne du produit intérieur brut de 1,5 %, une inflation erratique qui ne tombe en deçà de 10 % qu'à partir de 1992 et une diminution importante des mesures et services sociaux. 
Sous sa présidence, se conclut le conflit frontalier entre le Honduras, le Salvador et le Nicaragua dans les eaux du golfe de Fonseca. En 1992, la Cour internationale de justice octroie au Honduras une partie des eaux du golfe et confirme par le fait-même son accès au littoral sur l'océan Pacifique. 

### Après la présidence
Il est député au Parlement centraméricain de 1994 à 1998. Mis en cause dans de possibles affaires de corruption alors qu'il était président de la république, il doit faire face à plusieurs procès, mais n'est finalement jamais condamné.
Il dirige la Fédération de football hondurienne (FENAFUTH) de 2002 à 2015. En 2016, il est reconnu coupable de corruption par la justice américaine, ayant perçu des pots-de-vin de l'entreprise MEdiaWorld en échange de l'attribution à celle-ci des droits de diffusion des matchs.
Le 4 avril 2020, à Atlanta aux États-Unis, il meurt d'un infarctus du myocarde à l'âge de 76 ans.